# The Game Awards 2017
The Game Awards 2017 fue una entrega de premios que galardonó a los mejores videojuegos de 2017, y tuvo lugar en el Microsoft Theater de Los Ángeles] el 7 de diciembre de 2017. El evento fue presentado por Geoff Keighley y se retransmitió en directo en todo el mundo a través de varias plataformas, con un total de 11,5 millones de espectadores. The Legend of Zelda: Breath of the Wild ganó tres premios, incluido el de Juego del año. Dos juegos independientes, Cuphead y Hellblade: Senua's Sacrifice, también ganaron tres premios cada uno.

## Presentación
La presentación tuvo lugar en el Microsoft Theater de Los Ángeles el 7 de diciembre de 2017, fue presentada por Geoff Keighley y se retransmitió en directo a través de dieciséis plataformas de contenidos diferentes en todo el mundo. Se incluyó un sistema integrado de votación pública en Buscador de Google y Twitter; y en Twitch, el programa contó con una superposición interactiva que permitía a los espectadores predecir los ganadores de los premios antes de que se anunciaran, el primer uso de este tipo en la plataforma. Algunas plataformas de streaming también incentivaron a los espectadores a ver la entrega de premios a través de su servicio específico, haciéndoles participar en sorteos de juegos gratuitos.
Un mes antes del espectáculo, Facebook empezó a presentar una serie documental de cinco partes sobre el making-of a través de su servicio de vídeo Watch, conocida como «The Road to The Game Awards». Durante el evento, se realizaron ventas de algunos de los juegos nominados a través de numerosas plataformas de distribución de juegos, como PlayStation Network y Steam. Además de un minidocumental proyectado en la feria, se concedió un premio especial Icono de la Industria a Carol Shaw, que fue una de las primeras mujeres diseñadoras de videojuegos del sector.

## Emisión y audiencia
El espectáculo incluyó actuaciones musicales del grupo francés de indie pop Phoenix y de The Game Awards Orchestra, un grupo mixto formado por una orquesta y otros músicos invitados, como el guitarrista de Avenged Sevenfold Synyster Gates y la violonchelista Tina Guo, que interpretaron música de varios de los juegos nominados. El programa también contó con numerosos invitados como presentadores o comentaristas de los premios, como el creador de la serie Metal Gear, Hideo Kojima, el creador de la serie Mortal Kombat, Ed Boon, el presidente de Nintendo of America, Reggie Fils-Aimé, el director de cine Guillermo del Toro, los productores de televisión Justin Roiland y Conan O'Brien, y los actores Norman Reedus, Andy Serkis, Felicia Day, Aisha Tyler y Zachary Levi.
Uno de los momentos estelares de la ceremonia, señalado por varios medios, fue la bronca que soltó el director de juegos Josef Fares mientras Keighley le entrevistaba en el escenario para hablar de su juego, A Way Out. Fares, que había trabajado en la industria cinematográfica antes de dedicarse al desarrollo de videojuegos, comenzó su arenga diciendo «Que se jodan los Oscar», antes de hablar de cómo la ceremonia de los Game Awards ayudaba a destacar a los desarrolladores y a las personalidades apasionadas por su trabajo. También se refirió un poco a la reciente situación en torno a las cajas de botín y las microtransacciones relacionadas con el juego de Electronic Arts Star Wars Battlefront II; como Electronic Arts es también la editora de A Way Out, Fares declaró que aunque «está bien odiar a EA», que «todos los editores la cagan a veces, ¿sabes?», al tiempo que expresó su agradecimiento por el apoyo a su juego. En una entrevista posterior, Fares declaró que se había «dejado llevar por el momento», pero que seguía creyendo en los puntos generales que había intentado exponer; en concreto, Fares indicó que la mayoría de los demás medios de comunicación aún consideraban que los videojuegos eran un medio en pañales y que los Game Awards estaban tratando a la industria con el debido respeto.

### Audiencia
Keighley informó de que alrededor de 11,5 millones de espectadores vieron el espectáculo, triplicando los 3,8 millones de espectadores de The Game Awards 2016. Keighley cree que esto se debe en parte a su enfoque de gamificar el espectáculo con las predicciones interactivas de los ganadores en sus emisiones de Twitch y Steam, lo que también ayudó a aumentar la duración media de los espectadores, de unos 25 minutos el año anterior a 70 minutos en 2017. Keighley también atribuye el mayor número de espectadores a la calidad de los juegos lanzados en 2017 y nominados, y a la expectación por los tráileres de juegos aún no vistos y los anuncios de nuevos juegos, aunque quiere evitar que las futuras ferias se parezcan más al E3.

### Anuncios de juegos
Además de tráilers y presentaciones de próximos juegos y contenidos de los actuales, también se mostró un breve teaser de un juego de FromSoftware, que más tarde se reveló que era Sekiro: Shadows Die Twice. El programa también incluyó tráilers de dos películas, Jumanji: Welcome to the Jungle y La forma del agua. La lista de juegos presentados incluía:
- Accounting+
- Puertos de Bayonetta y Bayonetta 2 para Nintendo Switch
- Bayonetta 3
- Death Stranding
- Dreams
- Fade to Silence
- Fortnite
- GTFO'
- In the Valley of Gods
- Contenido descargable (DLC) de The Legend of Zelda: Breath of the Wild
- Metro Exodus
- PlayerUnknown's Battlegrounds
- Sea of Thieves
- Soulcalibur VI
- Vacation Simulator
- A Way Out
- Witchfire
- World War Z

## Premios
Los nominados se anunciaron el 14 de noviembre de 2017. Para ser elegibles, los juegos candidatos deben haber tenido una fecha de lanzamiento comercial o de acceso anticipado el 27 de noviembre de 2017 o antes. La lista de nominados fue seleccionada por un panel de 51 personas del sector de los videojuegos, y los cinco mejores juegos (o seis en caso de empate) seleccionados en cada categoría se presentaron como candidatos. La votación pública para los premios se desarrolló entre el 14 de noviembre y el 6 de diciembre. El voto del público sólo contó para el 10% de la selección de los ganadores en los premios votados por el jurado, mientras que fue la única consideración para los premios elegidos por los fanáticos. Al final de la votación, Keighley dijo que la mayoría de las categorías tenían más de cinco millones de votos cada una, y hubo más de ocho millones de votantes en total.
En la edición de 2017 se introdujeron dos cambios importantes en la estructura de los premios. En primer lugar, el anterior «Mejor juego para móvil/portátil» se dividió en los premios «Mejor juego para móvil» y «Mejor juego para portátil», lo que refleja las diferencias en la forma de desarrollar y comercializar los juegos para móviles y portátiles. En segundo lugar, se ofreció un nuevo premio al «Mejor juego continuo» para los juegos que siguen ofreciendo nuevos contenidos como modelo de servicio. Otro nuevo premio, el Student Game Award, se creó para destacar los juegos desarrollados por estudiantes de programas de educación superior, y fue seleccionado por un jurado de cinco líderes de la industria: Todd Howard, Hideo Kojima, Ilkka Paananen, Kim Swift y Vince Zampella.
Todos los premios, excepto el de mejor multijugador, se anunciaron durante la presentación del 7 de diciembre. Keighley informó de que se trataba de un descuido relacionado con un cambio de última hora en el material del tráiler de PlayerUnknown's Battlegrounds (que había ganado el premio), y confirmó el ganador un día después. Los ganadores aparecen en primer lugar, en negrita y con una doble daga (‡).

### Premios votados por el jurado
| Juego del año | Mejor dirección de juego |
| --- | --- |
| - The Legend of Zelda: Breath of the Wild – Nintendo ‡ - Horizon Zero Dawn – Guerrilla Games/Sony Interactive Entertainment - Persona 5 – Atlus - PlayerUnknown's Battlegrounds – PUBG Corporation - Super Mario Odyssey – Nintendo                                                                            | - The Legend of Zelda: Breath of the Wild – Nintendo‡ - Horizon Zero Dawn – Guerrilla Games/Sony Interactive Entertainment - Resident Evil 7: Biohazard – Capcom - Super Mario Odyssey – Nintendo - Wolfenstein II: The New Colossus – MachineGames/Bethesda Softworks |
| Mejor narrativa | Mejor dirección artística |
| - What Remains of Edith Finch – Giant Sparrow/Annapurna Interactive‡ - Hellblade: Senua's Sacrifice – Ninja Theory - Horizon Zero Dawn – Guerrilla Games/Sony Interactive Entertainment - NieR: Automata – PlatinumGames/Square Enix - Wolfenstein II: The New Colossus – MachineGames/Bethesda Softworks      | - Cuphead – Studio MDHR‡ - Destiny 2 – Bungie/Activision - Horizon Zero Dawn – Guerrilla Games/Sony Interactive Entertainment - Persona 5 – Atlus - The Legend of Zelda: Breath of the Wild – Nintendo |
| Mejor banda sonora/música | Mejor diseño de audio |
| - NieR: Automata – PlatinumGames/Square Enix‡ - Cuphead – Studio MDHR - Destiny 2 – Bungie/Activision - Persona 5 – Atlus - Super Mario Odyssey – Nintendo - The Legend of Zelda: Breath of the Wild – Nintendo                                                                                                | - Hellblade: Senua's Sacrifice – Ninja Theory‡ - Destiny 2 – Bungie/Activision - Resident Evil 7: Biohazard – Capcom - Super Mario Odyssey – Nintendo - The Legend of Zelda: Breath of the Wild – Nintendo |
| Mejor rendimiento | Juegos de impacto |
| - Melina Juergens como Senua – Hellblade: Senua's Sacrifice‡ - Ashly Burch como Aloy – Horizon Zero Dawn - Brian Bloom como B.J. Blazkowicz – Wolfenstein II: The New Colossus - Claudia Black como Chloe Frazer – Uncharted: El legado perdido - Laura Bailey como Nadine Ross – Uncharted: El legado perdido | - Hellblade: Senua's Sacrifice – Ninja Theory‡ - Bury Me, My Love – The Pixel Hunt - Life Is Strange: Before the Storm – Deck Nine - Night in the Woods – Infinite Fall - Please Knock on My Door – Levall Games AB - What Remains of Edith Finch – Giant Sparrow |
| Mejor juego en curso | Mejor juego independiente |
| - Overwatch – Blizzard Entertainment‡ - Destiny 2 – Bungie - Grand Theft Auto Online – Rockstar Games - PlayerUnknown's Battlegrounds – PUBG Corporation - Tom Clancy's Rainbow Six: Siege – Ubisoft - Warframe – Digital Extremes                                                                             | - Cuphead – Studio MDHR‡ - Hellblade: Senua's Sacrifice – Ninja Theory - Night in the Woods – Infinite Fall - Pyre – Supergiant Games - What Remains of Edith Finch – Giant Sparrow |
| Mejor juego para móvil | Mejor juego de mano |
| - Monument Valley 2 – ustwo games‡ - Fire Emblem Heroes – Intelligent Systems - Hidden Folks – Adriaan de Jongh and Sylvain Tegroeg - Old Man's Journey – Broken Rules - Super Mario Run – Nintendo | - Metroid: Samus Returns – MercurySteam/Nintendo‡ - Ever Oasis – Grezzo - Fire Emblem Echoes: Shadows of Valentia – Intelligent Systems - Monster Hunter Stories – Marvelous Entertainment - Poochy and Yoshi's Woolly World – Good-Feel |
| Mejor juego VR/AR | Mejor juego de acción |
| - Resident Evil 7: Biohazard – Capcom‡ - Farpoint – Impulse Gear - Lone Echo – Ready at Dawn - Star Trek: Bridge Crew – Red Storm Entertainment - Superhot VR – Superhot Team | - Wolfenstein II: The New Colossus – MachineGames/Bethesda Softworks‡ - Cuphead – Studio MDHR - Destiny 2 – Bungie/Activision - Nioh – Team Ninja - Prey – Arkane Studios/Bethesda Softworks |
| Mejor acción/aventura | Mejor juego de rol |
| - The Legend of Zelda: Breath of the Wild – Nintendo‡ - Assassin's Creed: Origins – Ubisoft - Horizon Zero Dawn – Guerrilla Games/Sony Interactive Entertainment - Super Mario Odyssey – Nintendo - Uncharted: El legado perdido – Naughty Dog/Sony Interactive Entertainment                                  | - Persona 5 – Atlus‡ - Divinity: Original Sin II – Larian Studios - Final Fantasy XV – Square Enix - NieR: Automata – PlatinumGames/Square Enix - South Park: Retaguardia en peligro – Ubisoft |
| Mejor juego de lucha | Mejor juego familiar |
| - Injustice 2 – NetherRealm Studios‡ - ARMS – Nintendo - Marvel vs. Capcom: Infinite – Capcom - Nidhogg 2 – Messhof Games - Tekken 7 – Bandai Namco | - Super Mario Odyssey – Nintendo‡ - Mario Kart 8 Deluxe – Nintendo, Bandai Namco - Mario + Rabbids Kingdom Battle – Ubisoft - Sonic Mania – Christian Whitehead, PagodaWest Games, Headcannon - Splatoon 2 – Nintendo |
| Mejor juego de estrategia | Mejor juego deportivo/de carreras |
| - Mario + Rabbids Kingdom Battle – Ubisoft‡ - Halo Wars 2 – Creative Assembly and 343 Industries - Total War: Warhammer II – Creative Assembly - Tooth and Tail – Pocketwatch Games - XCOM 2: War of the Chosen – Firaxis Games                                                                                | - Forza Motorsport 7 – Turn 10 Studios‡ - FIFA 18 – EA Vancouver - Gran Turismo Sport – Polyphony Digital - NBA 2K18 – Visual Concepts - Pro Evolution Soccer 2018 – Konami - Project CARS 2 – Slightly Mad Studios |
| Mejor multijugador | Premio Student Game |
| - PlayerUnknown's Battlegrounds – PUBG Corporation‡ - Call of Duty: WWII – Sledgehammer Games/Activision - Destiny 2 – Bungie/Activision - Fortnite – Epic Games - Mario Kart 8 Deluxe – Nintendo - Splatoon 2 – Nintendo                                                                                      | - Level Squared – Kip Brennan, Stephen Scoglio, y Dane Perry Svendsen, Swinburne University‡ - Falling Sky – Jonathan Nielssen, Nikolay Savov, y Mohsen Shah, Escuela Nacional de Cine y Televisión - From Light – Alejandro Grossman, Steven Li, y Sherveen Uduwana, University of Southern California - Hollowed – Erin Marek, Jerrick Flores, y Charley Choucard, Universidad del Sur de California - Impulsion – Hugo Verger, Remi Bertrand, y Maxime Lupinski, Institut de l'Internet et du Multimédia - Meaning – Hariz Yet, DigiPen Institute of Technology Singapore |
| Mejor primer juego independiente | |
| - Cuphead – Studio MDHR‡ - Golf Story – Sidebar Games - Hollow Knight – Team Cherry - Mr. Shifty – Team Shifty - Slime Rancher – Monomi Park | |

### Premios de los aficionados
| Juego más esperado | Jugador de moda |
| --- | --- |
| - The Last of Us Part II – Naughty Dog - God of War – Santa Monica Studio - Marvel's Spider-Man – Insomniac Games - Monster Hunter: World – Capcom - Red Dead Redemption 2 – Rockstar Games | - Guy «Dr DisRespect» Beahm - Andrea Rene - Clint «Halfcoordinated» Lexa - Michael «Shroud» Grzesiek - Steven Spohn |
| Mejor juego de deportes electrónicos | Mejor jugador de deportes electrónicos |
| - Overwatch – Blizzard Entertainment - Counter-Strike: Global Offensive – Valve - Dota 2 – Valve - League of Legends – Riot Games - Rocket League – Psyonix                                 | - Lee «Faker» Sang-hyeok (SK Telecom T1, League of Legends) - Marcelo «coldzera» David (SK Gaming, Counter-Strike: GO) - Nikola «NiKo» Kovač (FaZe Clan, Counter-Strike: GO) - Ryu «ryujehong» Je-hong (Seoul Dynasty, Overwatch) - Kurosh «KuroKy» Salehi Takhasomi (Team Liquid, Dota 2) |
| Mejor equipo de deportes electrónicos | Premio al Juego del Fan Chino |
| - Cloud9 - FaZe Clan - Lunatic-Hai - SK Telecom T1 - Team Liquid | - jx3 HD – Kingsoft Corporation - Honor of Kings – TiMi Studios - Icey – FantaBlade Network - Gumballs & Dungeons – QcPlay Limited - Monument Valley 2 – ustwo games |

### Premios honoríficos
| Premio Icono de la Industria |
| ---------------------------- |
| - Carol Shaw                 |

## Juegos con múltiples nominaciones y premios
| Candidaturas | Juego                                   |
| ------------ | --------------------------------------- |
| 6            | Destiny 2                               |
| 6            | Horizon Zero Dawn                       |
| 6            | The Legend of Zelda: Breath of the Wild |
| 6            | Super Mario Odyssey                     |
| 5            | Cuphead                                 |
| 5            | Hellblade: Senua's Sacrifice            |
| 4            | Persona 5                               |
| 4            | Wolfenstein II: The New Colossus        |
| 3            | NieR: Automata                          |
| 3            | PlayerUnknown's Battlegrounds           |
| 3            | Resident Evil 7: Biohazard              |
| 3            | Uncharted: El legado perdido            |
| 3            | What Remains of Edith Finch             |
| 2            | Mario + Rabbids Kingdom Battle          |
| 2            | Mario Kart 8 Deluxe                     |
| 2            | Night in the Woods                      |
| 2            | Overwatch                               |
| 2            | Splatoon 2                              |

| Candidaturas | Juego                                   |
| ------------ | --------------------------------------- |
| 3            | Cuphead                                 |
| 3            | Hellblade: Senua's Sacrifice            |
| 3            | The Legend of Zelda: Breath of the Wild |
| 2            | Overwatch                               |